# DVD

Logo DVD

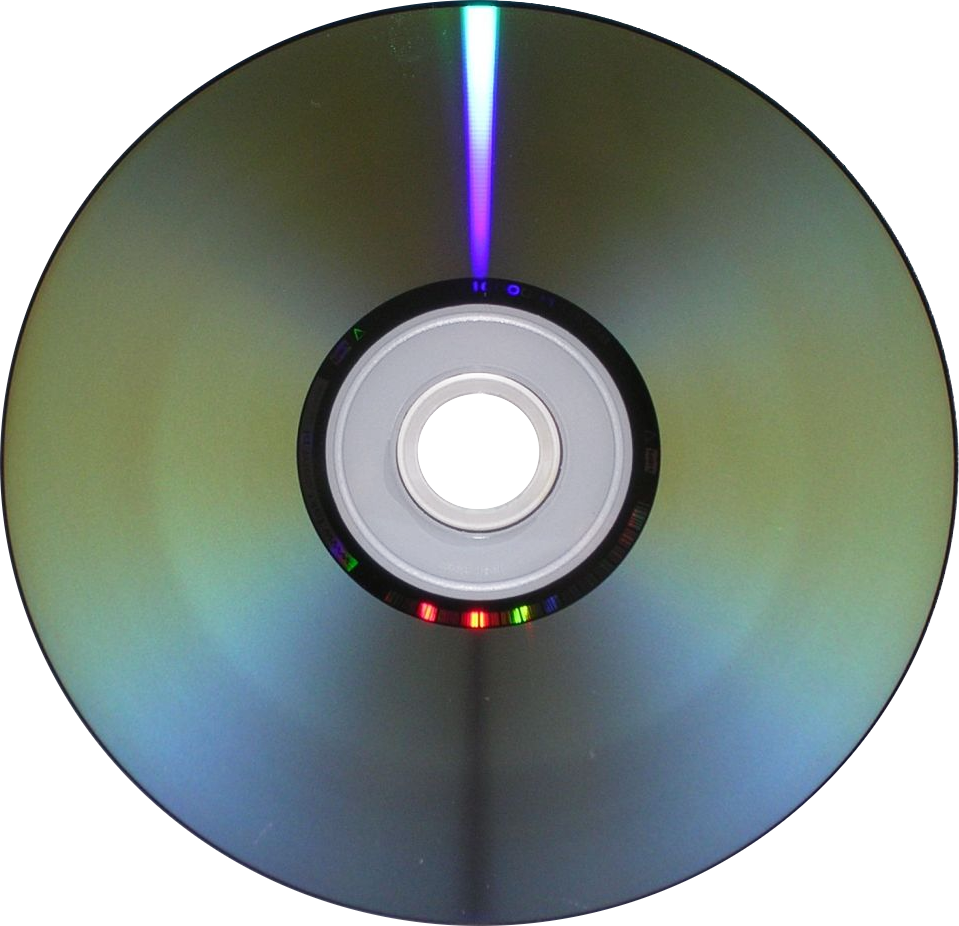
Datová strana DVD-R

DVD (neoficiálně Digital Versatile Disc nebo Digital Video Disc) je formát digitálního optického datového nosiče, který může obsahovat filmy ve vysoké obrazové a zvukové kvalitě nebo jiná data. Při vývoji DVD byl kladen důraz na zpětnou kompatibilitu s CD, takže se mu DVD disk velmi podobá.

## Historie DVD
DVD bylo uvedeno na trh v Japonsku roku 1996, ve zbytku světa o rok později. Oficiální standard zapisovatelných/přepisovatelných disků DVD-R(W) vytvořilo DVD Fórum, které bylo založeno v dubnu roku 1997. Ceny licencí na tuto technologii však byly tak vysoké, že vznikla jiná skupina – DVD+RW Alliance, která vytvořila standard DVD+R(W), jehož licence byly levnější.

### Vývoj výkladu názvu DVD
Před dokončením specifikace DVD byl návrháři neoficiálně používán název Digital Video Disc (česky digitální videodisk). V roce 1995, když byla dokončována specifikace formátu, však bylo rozhodnuto, že z důvodu jeho daleko širších možností využití bude oficiálně znít Digital Versatile Disc (česky digitální víceúčelový disk). Hollywood při distribuci a propagaci svých filmů na DVD používá původní neoficiální název, který je tak rozšířenější.
V dnešní době není DVD žádnou zkratkou, ale oficiálním názvem média. A to jak v angličtině, tak v češtině.

## Technické informace
Média DVD jsou plastové disky, navenek stejné jako CD. Disky DVD mají průměr 120 mm a jsou 1,2 mm silné. Data se ukládají pod povrch do jedné nebo dvou vrstev ve stopě tvaru spirály (jako CD). Pro čtení dat se používá laserové světlo s vlnovou délkou 660 nm, tedy kratší než v případě CD; to také umožňuje jejich vyšší kapacitu. Stejně tak příčný odstup stop je menší – 0,74 μm oproti 1,6 μm u CD.
DVD oproti CD poskytuje:
- efektivnější korekci chyb
- vyšší kapacitu záznamu (asi 4,7 GB/4,4 GiB oproti 0,7 GB)
- odlišný souborový systém Universal Disk Format, který není zpětně kompatibilní s ISO 9660, který se používá na CD-ROM.

Rychlost mechaniky typu DVD se udává jako násobek 1350 kB/s, což znamená, že mechanika s rychlostí 16× umožňuje přenosovou rychlost 16 × 1350 = 21600 kB/s (nebo 21,6 MB/s).
Médium umožňuje zápis na jednu nebo obě dvě strany, v jedné nebo dvou vrstvách na každou stranu. Na počtu stran a vrstev závisí kapacita média.
- DVD-5: jedna strana, jedna vrstva, kapacita 4,7 GB (4,37 GiB)
- DVD-9: jedna strana, dvě vrstvy, 8,5 GB (7,92 GiB)
- DVD-10: dvě strany, jedna vrstva na každé straně, 9,4 GB (8,75 GiB)
- DVD-14: dvě strany, dvě vrstvy na jedné straně, jedna vrstva na druhé, 13,2 GB (12,3 GiB)
- DVD-18: dvě strany, dvě vrstvy na každé straně, 17,1 GB (15,9 GiB)

Uživatel může vytvořit DVD-nosiče těchto typů:
- DVD-Video (obsahuje filmy (obraz a zvuk))
- DVD-Audio (obsahuje zvuk v kvalitě CD a lepší)
- DVD Data (obsahuje údaje)

Označení „+“ (plus) a „−“ (minus) představuje dva různé technické standardy, které jsou do určité míry kompatibilní.
Médium může být typu:
- DVD-ROM (Read Only Memory, paměť jen pro čtení, vyrábí se lisováním) je pomyslný nástupce formátu CD-ROM, tedy víceúčelový formát pro přehrávání počítačových dat a multimediálních aplikací. Čtení DVD je možné ve všech PC (a ostatních platforem) vybavených jednotkou DVD s podporou logického formátu UDF.

## Zapisovatelná a přepisovatelná DVD
Existují tři typy zapisovatelných a přepisovatelných DVD disků: DVD-R/RW, DVD+R/RW (plus), DVD-RAM.
- DVD+R/RW (R = Recordable, jen pro jeden zápis, RW = ReWritable, pro přepisování)

Formát DVD+R je mezi široce rozšířenými formáty nejmladší, dokonce mladší než formát DVD+RW. Disky DVD+R lze v současnosti běžně zapisovat osminásobnou rychlostí oproti standardní rychlosti DVD, tedy 10 800 kB za sekundu. Touto rychlostí trvá zápis na disk přibližně 10 minut. DVD+RW je přepisovatelná verze formátu DVD+. Standardní rychlost pro zápis na toto médium je čtyřnásobná oproti základní rychlosti čtení DVD.
První mechaniky, které byly schopny zapisovat DVD-R, DVD-RW, CD-R a CD-RW, vyráběla firma Pioneer v roce 2001. Kompatibilita však nebyla nejlepší, docházelo k chybné identifikaci medií s nižší odrazivostí.
- DVD+R DL (R = Recordable, jen pro jeden zápis, DL = DualLayer, dvě vrstvy)
- DVD-R/RW (R = Recordable, jen pro jeden zápis, RW = ReWritable, na přepisování)

Formát DVD-R vychází z technologie klasického kompaktního disku, existuje tedy ve dvou verzích – verze R, na kterou lze pouze zapisovat, a verze RW, kterou lze přepisovat. Tento formát byl navržen tak, aby byl co nejkompatibilnější s lisovanými disky DVD (DVD-ROM). Z toho plyne výhoda tohoto formátu, kterou je kompatibilita se staršími mechanikami a přehrávači, které vznikly dříve, než se dalo na DVD zapisovat. Tato výhoda se však v dnešní době ztrácí, protože téměř všechny vyráběné přehrávače a mechaniky dokážou přehrávat jak DVD-R, tak DVD+R formáty.
- DVD-RAM – Random Access Memory, libovolně přepisovatelné médium – dá se s ním pracovat stejným způsobem jako s pevným diskem.

## EcoDisc
V roce 2007 byl v Evropě Hamburskou firmou Optical Disc Service patentován a uveden na trh tzv. EcoDisc, česky uváděn také jako EcoDisk. Formát dat je stejný jako běžné DVD, má vylepšené některé mechanické vlastnosti, ale má nižší kompatibilitu. Je vyroben z polovičního množství materiálu (polykarbonátu) a má tak poloviční tloušťku (0,6 mm) a poloviční hmotnost (8 g). Je ohebnější a odolnější proti poškrábání. Uváděná životnost je 200 let. Není kompatibilní se štěrbinovými mechanikami a nekompatibilita je označena malou grafickou ikonou na disku.